# زینوشو
زینوشو (انگلیسی: Zensho) شرکت خرده‌فروشی ژاپنی است، که در سال ۱۹۸۲ تأسیس شد. 